# Farkashelyvidovány
Farkashelyvidovány (szlovákul Dubovce) község Szlovákiában, a Nagyszombati kerületben, a Szakolcai járásban. Farkashely és Vidovány falvak egyesítésével jött létre.

## Fekvése
Szakolcától 12 km-re délre fekszik.

## Története
A község területén már a kelták korában kisebb vár állt, mely azonban még a 14. század előtt elpusztult. Farkashely neve a szláv vlk (= farkas), Vidovány falu neve pedig védőszentjének, Szent Vidnek nevéből származik. 1392-ben mindkét település Holics várának tartozéka volt.
Vidovány első írásos említése 1553-ból származik. A falu 1600 és 1720 között lényegében a mai iskola, az iskolaudvar és a kertészet területén állt. Birtokosa Fogarasi gróf volt, akinek halála után özvegye a birtokot a Habsburg családnak adta el, akik holicsi uradalmukhoz csatolták. A Vidoványi-patakra halastavat is építettek. A 17. század Habsburg ellenes harcai során többször dúlták kuruc és császári hadak. 1812-ben orosz, 1866-ban porosz hadak vonultak itt át.
1828-ban Farkashely 67 házát 467-en, Vidovány 40 házát 178-an lakták. 1866-ban a porosz hadak nyomában kolerajárvány tört ki, melynek napi 5-10 áldozata volt, így a Vieszka felé menő út jobb oldalán új temetőt kellett nyitni.
Vályi András szerint " VLKOVÁN, v. Vluskován. Tót falu Nyitra Várm. fekszik Radosócznak szomszédságában, és annak filiája; határja középszerű, fája van mind a’ kétféle, és réttye is."
Fényes Elek szerint " Vleszkován, Nyitra m. tót f. Radosóczhoz 3 fertály. 395 kath., 4 evang., 20 zsidó lak. F. u. ő cs. kir. felsége. Ut. p. Holics."
Vályi András szerint "VIDOVÁN. Tót falu Nyitra Várm. földes Ura a’ F. Király, és több Uraságok, lakosai katolikusok, fekszik Radosoveczhez nem meszsze, és annak filiája; határja ollyan, mint Vleskováné." 
Fényes Elek szerint "Vidován, Nyitra m. tót f. Radosóczhoz 1/2 óra, 253 kath., 11 zsidó lakos. F. u. ő cs. k. felsége. Ut. p. Holics."
A trianoni békeszerződésig mindkét falu Nyitra vármegye Szakolcai járásához tartozott. Farkashely és Vidovány községeket 1954-ben egyesítették.

## Népessége
| Év:            | 1994. | 2004.   | 2014.   | 2024.   |
| -------------- | ----- | ------- | ------- | ------- |
| Emberek száma: | 655   | 675     | 639     | 623     |
| Eltérés:       |       | +3,05 % | -5,33 % | -2,50 % |

| Év:            | 2023. | 2024.   |
| -------------- | ----- | ------- |
| Emberek száma: | 621   | 623     |
| Eltérés:       |       | +0,32 % |

1910-ben Farkashelynek (Vlčkovany) 502, Vidoványnak (Vidovany) 267, túlnyomórészt szlovák lakosa volt.
2001-ben az egyesített községnek 666 lakosából 658 szlovák volt.
2011-ben 654 lakosából 611 szlovák.

## Nevezetességei
- Farkashely Szent Zsófia tiszteletére szentelt temploma 1866 és 1868 között épült.
- Vidovány Szent Antal temploma 1902-ben épült.

## Külső hivatkozások
- Farkashelyvidovány hivatalos oldala
- Községinfó
- Farkashelyvidovány Szlovákia térképén
- E-obce.sk Archiválva 2006. november 17-i dátummal a Wayback Machine-ben